# Гросбунденбах
Гросбунденбах (њем. Großbundenbach) општина је у њемачкој савезној држави Рајна-Палатинат. Једно је од 84 општинска средишта округа Југозападни Палатинат. Према процјени из 2010. у општини је живјело 373 становника. Посједује регионалну шифру (AGS) 7340209.

## Географски и демографски подаци
Гросбунденбах се налази у савезној држави Рајна-Палатинат у округу Југозападни Палатинат. Општина се налази на надморској висини од 339 метара. Површина општине износи 6,9 km². У самом мјесту је, према процјени из 2010. године, живјело 373 становника. Просјечна густина становништва износи 54 становника/km².